# 야벳
야벳(Japheth, /ˈdʒeɪfɛθ/)(히브리어: יֶפֶת 예펫, 파우사에서는 יָפֶת‎ 야펫; 그리스어: Ἰάφεθ; 라틴어: 이아페트, 야벳, 야페투스, 이아페토스; 아랍어: يافث)은 창세기에 나오는 노아의 세 아들 중 한 명으로, 노아의 술 취함과 함의 저주 이야기, 그리고 이어서 민족들의 계보에서 에게해 인종, 아나톨리아인, 캅카스, 그리스 및 기타 유라시아 지역의 조상으로 등장한다. 중세와 근대 초기 유럽 전통에서는 유럽 민족의 조상으로 여겨졌다.

## 어원
야벳(יפת‎: y-p-t)이라는 이름의 의미는 논란의 여지가 있다. 이름의 의미에 대한 두 가지 가능한 출처가 있다.
- "아람어 어근 פתה(p-t-h)에서 유래하며, "확장하다"는 의미이다. 이 경우 이름은 라시의 해석에 따르면 "그가 확장할지어다"를 의미한다.[4]
- 히브리어 어근 יפה(y-p-h)에서 유래하며, "아름다움"을 의미한다. 이 경우 이름은 "아름다운"을 의미한다.[4]

## 창세기에서

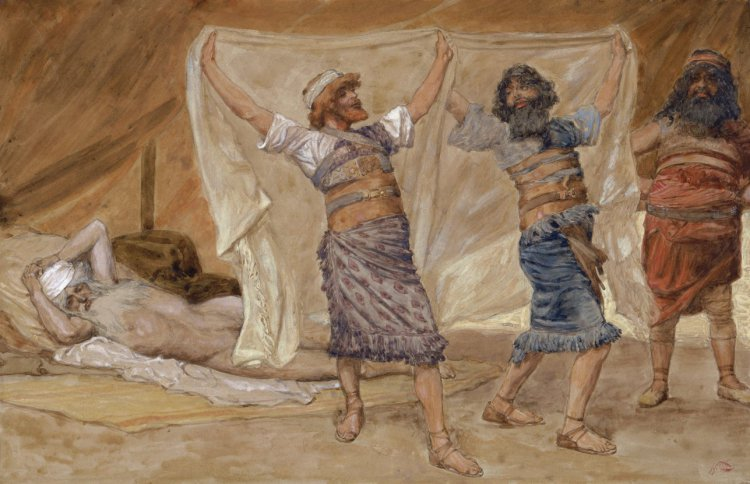
제임스 티소의 "노아의 술 취함" (1896년~1902년) (뉴욕 유대인 박물관). 이 그림은 천막에 취해 벌거벗고 누워 있는 노아를 묘사한다. 셈(티리언 퍼플)과 야벳(파란색)은 노아에게 등을 돌리고 망토를 들고 있으며, 함은 옆에 서 있다.

야벳은 히브리어 성경에 처음 등장하는데, 대홍수에서 방주를 통해 구원받은 노아의 세 아들 중 한 명이다. 창세기에서는 세 아들이 모두 언급될 때 항상 "셈, 함, 야벳" 순서로 나온다. 창세기 9장 24절은 함을 가장 어린 아들이라고 부르고, 창세기 10장 21절은 셈을 "형 야벳의 형제"라고 모호하게 언급하는데, 이는 둘 중 한 명이 형일 수 있음을 의미한다. 대부분의 현대 작가들은 셈–함–야벳이 출생 순서를 반영한다고 받아들이지만, 항상 그런 것은 아니다. 모세와 라헬도 동생임에도 불구하고 이러한 목록의 선두에 나타난다. 그러나 랍비 문학에서는 야벳이 노아의 장남으로 s간주된다.
대홍수 이후, 야벳은 노아의 술 취함 이야기에 등장한다. 함이 노아가 천막에서 술에 취해 벌거벗은 모습을 보고 형제들에게 말하자, 형제들은 아버지를 보지 않고 망토로 덮는다. 노아가 깨어나 함의 아들 가나안을 저주하고, 셈과 야벳을 축복한다. "셈의 하나님 여호와를 찬송할지로다 가나안은 그의 종이 될 것이요; 하나님이 야벳을 창대하게 하사 셈의 장막에 거하게 하시고 가나안은 그의 종이 될지니라!" 창세기 10장 민족들의 계보는 대홍수 이후 노아의 아들들이 어떻게 지구에 퍼졌는지 설명하는데, 야벳의 후손들부터 시작한다.
|            |            |            |            |            |            |      |      |      |      |      |      |      |      |      |      |          |          |          |          |          |          |      |      | 야벳   |        |        |        |        |        |      |      |        |        |        |        |        |        |      |      |      |      |      |      |      |      |      |      |        |        |        |        |        |        |        |        |        |        |  |  |  |  |  |  |  |  |  |  |  |  |  |  |  |  |  |  |  |  |  |  |  |  |  |  |  |  |  |  |  |  |  |  |  |  |  |  |  |  |
|            |            |            |            |            |            |      |      |      |      |      |      |      |      |      |      |          |          |          |          |          |          |      |      |        |        |        |        |        |        |      |      |        |        |        |        |        |        |      |      |      |      |      |      |      |      |      |      |        |        |        |        |        |        |        |        |        |        |  |  |  |  |  |  |  |  |  |  |  |  |  |  |  |  |  |  |  |  |  |  |  |  |  |  |  |  |  |  |  |  |  |  |  |  |  |  |  |  |
|            |            |            |            |            |            |      |      |      |      |      |      |      |      |      |      |          |          |          |          |          |          |      |      |        |        |        |        |        |        |      |      |        |        |        |        |        |        |      |      |      |      |      |      |      |      |      |      |        |        |        |        |        |        |        |        |        |        |  |  |  |  |  |  |  |  |  |  |  |  |  |  |  |  |  |  |  |  |  |  |  |  |  |  |  |  |  |  |  |  |  |  |  |  |  |  |  |  |
|            |            |            |            | 고멜       | 고멜       | 고멜 | 고멜 | 고멜 | 고멜 |      |      | 마곡 | 마곡 | 마곡 | 마곡 | 마곡     | 마곡     |          |          | 마대     | 마대     | 마대 | 마대 | 마대   | 마대   |        |        | 야완   | 야완   | 야완 | 야완 | 야완   | 야완   |        |        | 두발   | 두발   | 두발 | 두발 | 두발 | 두발 |      |      | 메섹 | 메섹 | 메섹 | 메섹 | 메섹   | 메섹   |        |        | 디라스 | 디라스 | 디라스 | 디라스 | 디라스 | 디라스 |  |  |  |  |  |  |  |  |  |  |  |  |  |  |  |  |  |  |  |  |  |  |  |  |  |  |  |  |  |  |  |  |  |  |  |  |  |  |  |  |
|            |            |            |            | 고멜       | 고멜       | 고멜 | 고멜 | 고멜 | 고멜 |      |      | 마곡 | 마곡 | 마곡 | 마곡 | 마곡     | 마곡     |          |          | 마대     | 마대     | 마대 | 마대 | 마대   | 마대   |        |        | 야완   | 야완   | 야완 | 야완 | 야완   | 야완   |        |        | 두발   | 두발   | 두발 | 두발 | 두발 | 두발 |      |      | 메섹 | 메섹 | 메섹 | 메섹 | 메섹   | 메섹   |        |        | 디라스 | 디라스 | 디라스 | 디라스 | 디라스 | 디라스 |  |  |  |  |  |  |  |  |  |  |  |  |  |  |  |  |  |  |  |  |  |  |  |  |  |  |  |  |  |  |  |  |  |  |  |  |  |  |  |  |
|            |            |            |            |            |            |      |      |      |      |      |      |      |      |      |      |          |          |          |          |          |          |      |      |        |        |        |        |        |        |      |      |        |        |        |        |        |        |      |      |      |      |      |      |      |      |      |      |        |        |        |        |        |        |        |        |        |        |  |  |  |  |  |  |  |  |  |  |  |  |  |  |  |  |  |  |  |  |  |  |  |  |  |  |  |  |  |  |  |  |  |  |  |  |  |  |  |  |
| 아스그나스 | 아스그나스 | 아스그나스 | 아스그나스 | 아스그나스 | 아스그나스 |      |      | 리팟 | 리팟 | 리팟 | 리팟 | 리팟 | 리팟 |      |      | 도가르마 | 도가르마 | 도가르마 | 도가르마 | 도가르마 | 도가르마 |      |      | 엘리사 | 엘리사 | 엘리사 | 엘리사 | 엘리사 | 엘리사 |      |      | 다시스 | 다시스 | 다시스 | 다시스 | 다시스 | 다시스 |      |      | 깃딤 | 깃딤 | 깃딤 | 깃딤 | 깃딤 | 깃딤 |      |      | 도다님 | 도다님 | 도다님 | 도다님 | 도다님 | 도다님 |        |        |        |        |  |  |  |  |  |  |  |  |  |  |  |  |  |  |  |  |  |  |  |  |  |  |  |  |  |  |  |  |  |  |  |  |  |  |  |  |  |  |  |  |

## 민족 발생학적 해석

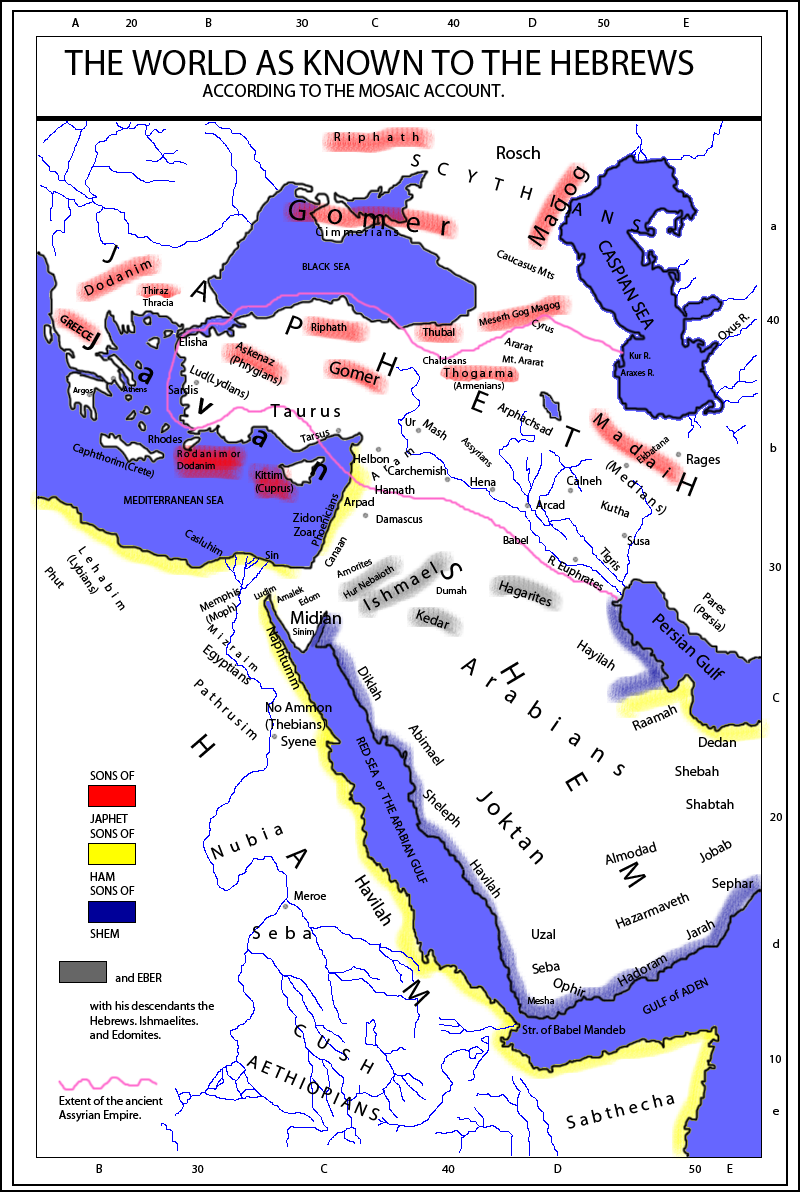
민족들의 계보에 따른 노아의 아들들의 분포를 보여주는 지도. 야벳의 후손들은 빨간색으로 표시되어 있다.

야벳(히브리어: 야펫 또는 예펫)은 헬라스인의 조상인 그리스어 이아페토스의 음역일 수 있다. 그의 아들들과 손자들은 그를 에게해, 그리스, 캅카스, 아나톨리아를 포함하는 지리적 지역과 연관시킨다. 즉, 이오니아/야완, 로도스/로다님, 키프로스/깃딤, 그리고 동부 지중해 지역의 다른 장소들이다. "야벳의 축복"의 요점은 야벳(고대 그리스인)과 셈(이스라엘 민족)이 가나안(팔레스타인)을 공동으로 다스릴 것이라는 것이다.
19세기부터 20세기 후반까지 야벳을 블레셋인에 대한 언급으로 보는 것이 일반적이었다. 블레셋인들은 이스라엘과 유다의 왕정 이전 및 초기 왕정 시대에 가나안을 공동으로 지배했다. 이 견해는 솔로몬 왕 시대부터 단계적으로 구성되었다고 여겨지는 창세기의 기원에 대한 이해와 일치했다. 이 시기에는 블레셋인들이 여전히 존재했기 때문이다(그들은 신아시리아 제국의 가나안 정복 이후 역사에서 사라졌다). 그러나 창세기 10장 14절은 그들의 조상을 야벳이 아니라 함으로 명시한다.

## 성경적 후손

노아의 아들들에 대한 지리적 식별 (플라비우스 요세푸스, c. 100 AD); 야벳의 아들들은 빨간색으로 표시되어 있다.

히브리어 성경에서 야벳은 7명의 아들, 즉 고멜, 마곡, 디라스, 야완, 메섹, 두발, 마대를 낳은 것으로 기록되어 있다. 로마-유대 역사가 플라비우스 요세푸스의 유대 고대사 I.VI.122 (휘스턴)에 따르면:
노아의 아들 야벳에게는 일곱 아들이 있었다. 그들은 토로스산맥과 아마누스산맥에서 시작하여 아시아를 따라 타나이스(돈)강까지, 그리고 유럽을 따라 카디스까지 거주했다. 아무도 살지 않던 땅에 정착하여 그들의 이름을 따서 민족들의 이름을 지었다.

17세기 탈무드 랍비들이 쓴 야살의 책("공의의 책")는 히브리어 성경에는 없는 야벳의 손자들을 위한 몇 가지 새로운 이름을 부여하고 훨씬 더 자세한 족보를 제공한다. 유대 전통에서 아브라함의 아내 그두라는 때때로 야벳의 후손으로 여겨진다.

### 유럽인

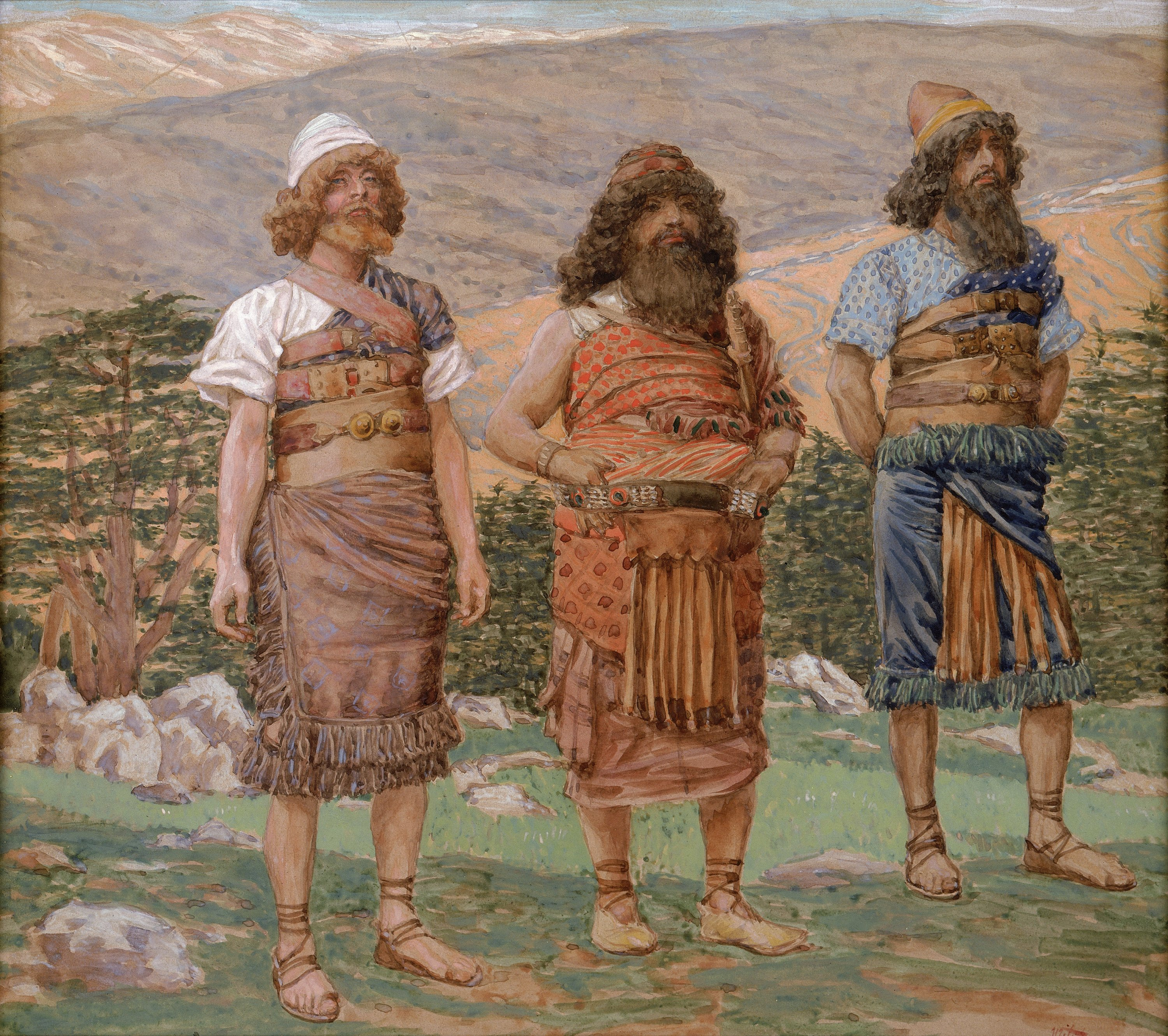
셈, 함, 야벳, 제임스 티소 (1896년~1902년)의 그림. 유대인 박물관, 뉴욕 맨해튼. 야벳은 유라시아인의 특징을 가진 채 오른쪽에 있다.

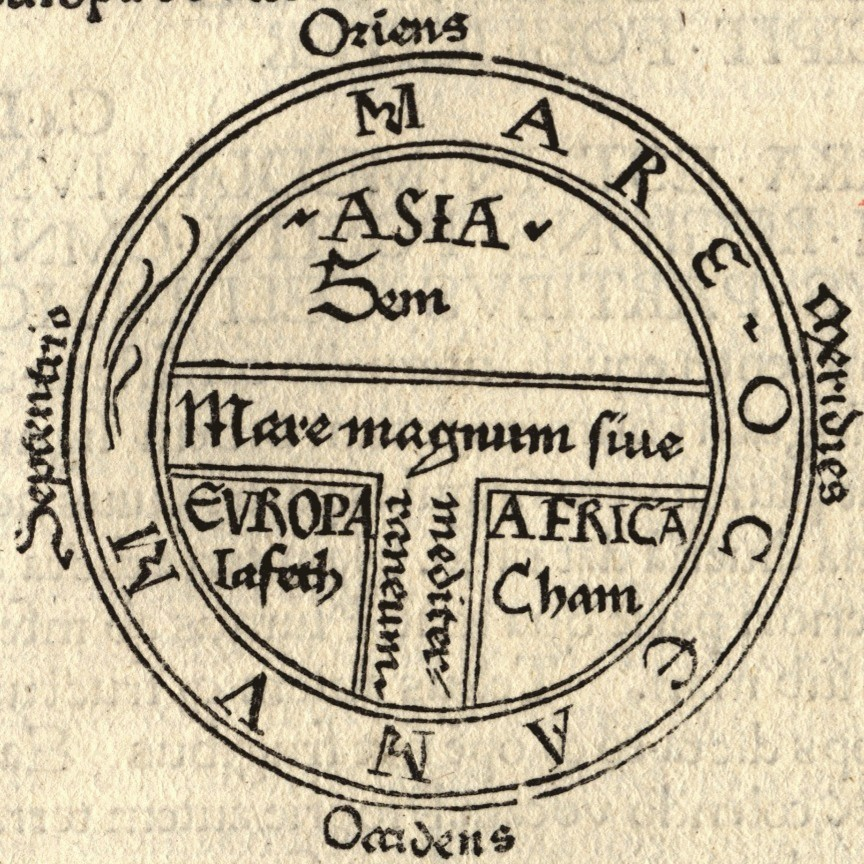
이시도르의 어원집 (1472년 아우크스부르크)의 첫 인쇄 버전에서 가져온 이 TO 지도는 세 개의 알려진 대륙(아시아, 유럽, 아프리카)을 각각 셈, 야벳, 함의 후손들이 거주하는 곳으로 식별한다.

서기 7세기, 히스파노-로마인 대주교이자 학자인 이시도루스 히스팔렌시스는 그의 유명한 백과사전적-역사적 논문인 어원집을 썼는데, 이 책에서 그는 대부분의 유럽 민족의 기원을 야벳으로 거슬러 올라간다. 거의 모든 유럽 국가의 학자들은 19세기까지 이시도루스 히스팔렌시스의 야벳을 통한 노아의 후손 주장을 반복하고 발전시켰다.
윌리엄 셰익스피어의 희곡 헨리 4세 2부에는 왕족과 친척 관계를 주장하는 사람들에 대한 비꼬는 언급이 포함되어 있다. 할 왕자는 그런 사람들에 대해 다음과 같이 말한다.
...그들은 우리와 친척이 되려고 하거나, 야벳으로부터 그것을 가져올 것이다. (II.ii 117-18)

조지아의 역사가이자 언어학자인 이바네 자바키슈빌리는 야벳의 아들들을 기원전 제3천년기~기원전 제1천년기 동안 아나톨리아에 살았던 비인도유럽어 및 비셈어권의 "원시 이베리아" 부족일 가능성이 있는 고대 부족, 즉 두발족(그리스어: 티바레노이)과 메섹족(메세흐/모소흐, 그리스어: 모스코이)과 연관시켰다.
폴란드 전통의 사르마티아니즘에서는 이란계 민족인 사르마티아인들이 노아의 아들 야벳의 후손이라고 전해져, 폴란드 귀족들이 자신들의 조상을 노아에게서 직접 추적할 수 있다고 믿게 했다. 스코틀랜드에서는 스코틀랜드인을 야벳까지 거슬러 올라가는 역사가 조지 찰머스의 호평받은 《칼레도니아》(1807년에서 1824년까지 3권으로 출판)만큼이나 늦게 출판되었다.

## 이슬람 전통에서
야벳(아랍어: 야피트)은 쿠란에 이름이 언급되지 않지만, 노아의 이야기에 간접적으로 언급된다. 그러나 무슬림 꾸란 주석은 노아의 모든 아들들의 이름을 언급하며, 여기에는 야벳도 포함된다. 야벳의 후손을 식별할 때, 무슬림 주석은 대부분 성경 전통과 일치한다.
이슬람 전통에서는 주로 곡과 마곡 부족의 조상으로 여겨진다. 이슬람 전통은 또한 야벳의 후손에 튀르크인, 하자르, 중국인, 몽골인, 슬라브족이 포함된다고 본다. 17세기 민족지학 논문 샤자라-이 타라키마("투르크멘의 계보")를 쓴 아불 가지에 따르면, 함의 후손은 아프리카로, 셈은 이란으로 갔고, 야벳은 이틸과 우랄강 강둑으로 가서 투르크, 하자르, 사클라브, 루스, 밍, 친, 케메리, 타리흐라는 여덟 아들을 두었다. 야벳은 죽어가면서 그의 장남 투르크를 후계자로 삼았다.
18세기 후이족 무슬림 작가 류즈에 따르면, 노아의 홍수 이후 야벳은 지구의 동부인 중국을, 셈은 중간 부분인 아라비아를, 함은 서부인 유럽을 상속받았다. 일부 무슬림 전통에 따르면 세계의 36개 언어가 야벳에게서 유래했다고 한다.

## 대중문화에서
야벳은 스티븐 슈워츠의 뮤지컬 《에덴의 아이들》 2막의 주요 인물이다. 이 작품에서 야벳은 가족의 하녀 요나(극을 위해 완전히 창조된 인물)와 사랑에 빠진다. 그는 그녀를 방주에 태워 홍수에서 살아남게 하고 싶지만, 노아는 아버지가 카인의 후손들을 세상에서 제거하려 하기 때문에 이를 금지한다. 요나는 비록 마음이 착하고 가족의 사랑을 받지만, 카인의 후손이다. 야벳은 몰래 그녀를 태우고, 그녀는 결국 함과 셈에게 발각된다. 야벳은 노아에게서 그녀를 변호하고 분노하여 셈을 죽이려 한다. 요나가 그를 막고 진정시키고, 노아는 그녀를 머물게 하기로 결정한다. 홍수가 지나고 형제들은 모두 세계를 채우기 위해 다른 지역으로 떠나지만, 야벳과 요나는 에덴을 찾기로 결심한다. 노아는 아담의 지팡이를 야벳에게 넘겨주며 그들의 여정을 축복한다. 이 작품의 소규모 공연에서는 카인 역을 맡은 배우가 야벳 역도 맡는 경우가 많다.

## 같이 보기
- 코카서스 인종
- 야벳 이론
- 야벳 족속
- 원시 인도유럽인
- 노아의 아들들

### 인용
1. ↑  Reynolds, Susan (October 1983). 《Medieval Origines Gentium and the Community of the Realm》. 《History》 68 (치체스터, 웨스트 서식스: 와일리-블랙웰). 375–390쪽. doi:10.1111/j.1468-229X.1983.tb02193.x. JSTOR 24417596.
2. 1 2  자바키슈빌리, 이바네 (1950), 조지아, 캅카스, 근동의 역사-민족학적 문제. 트빌리시, pp. 130–135 (조지아어).
3. 1 2 3  Kidd 2004, 28–31쪽.
4. 1 2 3 4 5 6 7  Hirsch, Emil G.; Seligsohn, M.; Schechter, Solomon (1906). 〈Japheth〉. 《유대 백과사전》. Kopelman Foundation. 2012년 10월 17일에 원본 문서에서 보존된 문서. 2024년 2월 27일에 확인함.
5. ↑  Genesis 5:32, 9:18, and 10:1.
6. 1 2  Haynes 2002, 204, 269쪽.
7. ↑  Garcia Martinez 2012, 33 fn.7쪽.
8. ↑  Greenspahn 1994, 65쪽.
9. ↑  Genesis 9:20–27.
10. 1 2  Day 2014, 39쪽.
11. 1 2  Glouberman 2012, 112쪽.
12. ↑  Gmirkin 2006, 165 fn.192쪽.
13. ↑  Day 2014, 38–39쪽.
14. ↑  “Keturah”. 2024년 2월 8일에 확인함.
15. ↑  Leyser, Karl (1994). 《Communications and Power in Medieval Europe: The Carolingian and Ottonian Centuries》 (영어). A & C Black. 5쪽. ISBN 9781852850135. 2019년 8월 10일에 확인함. 이시도루스 히스팔렌시스 시대에도 그들은 유럽, 아시아, 아프리카의 도시와 지역을 세웠다.14 모든 인류는 그들에게서 유래했으며, 셈, 함, 야벳은 세계를 나누어 가졌다. 유럽은 야벳의 몫이었고, 그의 수많은 자손들은 모든 유럽 민족의 조상이 되었다. 프랑크족, 라틴족, 알레만족, 브리튼족 등이 그 예이다.
16. ↑  Richard Cole (2015). 〈Proto-Racial Thinking and its Application to Jews in Old Norse Literature〉.   Heß, Cordelia; Adams, Jonathan. 《Fear and Loathing in the North: Jews and Muslims in Medieval Scandinavia and the Baltic Region》 (영어). Walter de Gruyter GmbH & Co KG. 258쪽. ISBN 9783110346473.
17. ↑  Kidd 2004, 52쪽.
18. 1 2 3 4  Heller, B.; Rippin, A. (2012). 〈Yāfith〉.   Bearman, P. J.; Bianquis, Th.; Bosworth, C. E.; van Donzel, E. J.; Heinrichs, W. P. 《이슬람 백과사전, 제2판》. 레이던 및 보스턴: 브릴 출판사. doi:10.1163/1573-3912_islam_SIM_7941. ISBN 978-90-04-16121-4.
19. ↑  Tabari, Volume I: Prophets and Patriarchs, 222
20. ↑  Tabari, Volume I: Prophets and Patriarchs, 217
21. 1 2  Leslie, Donald Daniel (1984). 《Japhet in China》. 《Journal of the American Oriental Society》 104 (미국 동양학회). 403–409쪽. doi:10.2307/601652. ISSN 0003-0279. JSTOR 601652.

### 참고 문헌
- Bremmer, Jan N. (2004). 〈Remember the Titans!〉.   Auffarth, Christoph; Stuckenbruck, Loren T. 《The Fall of the Angels》. 브릴. ISBN 9004126686.
- Day, John (2014). 〈Noah's Drunkenness, the Curse of Canaan〉.   Baer, David A.; Gordon, Robert P. 《Leshon Limmudim: Essays on the Language and Literature of the Hebrew Bible in Honour of A.A. Macintosh》. A&C Black. ISBN 9780567308238.
- Garcia Martinez, Florentino (2012). 《Between Philology and Theology: Contributions to the Study of Ancient Jewish Interpretation》. 브릴. ISBN 978-9004243934.
- Glouberman, Mark (2012). 《The Raven, the Dove, and the Owl of Minerva: The Creation of Humankind in Athens and Jerusalem》. University of Toronto Press. ISBN 9781442645059.
- Gmirkin, Russell (2006). 《Berossus and Genesis, Manetho and Exodus: Hellenistic Histories and the Date of the Pentateuch》. Bloomsbury. ISBN 9780567134394.
- Greenspahn, Frederick E. (1994). 《When Brothers Dwell Together: The Preeminence of Younger Siblings in the Hebrew Bible》. Oxford University Press. ISBN 9780195359558.
- Greifenhagen, Franz V. (2003). 《Egypt on the Pentateuch's Ideological Map》. Bloomsbury. ISBN 9780567391360.
- Haynes, Stephen R. (2002). 《Noah's Curse: The Biblical Justification of American Slavery》. Oxford University Press. ISBN 9780198032601.
- Hunt, Harry B. Jr. (1990). 〈Japheth〉.   Mills, Watson E.; Bullard, Roger Aubrey. 《Mercer Dictionary of the Bible》. Mercer University Press. ISBN 9780865543737.
- Kidd, Colin (2004). 《British Identities Before Nationalism: Ethnicity and Nationhood in the Atlantic World, 1600-1800》. 케임브리지: 케임브리지 대학교 출판부. ISBN 0-521-62403-7.
- Kvanvig, Helge (2011). 《Primeval History: Babylonian, Biblical, and Enochic: An Intertextual Reading》. 브릴. ISBN 978-9004163805.
- Thompson, Thomas L.; Wajdenbaum, Philippe (2014). 〈Making Room for Japheth〉.   Thompson, Thomas L.; Wajdenbaum, Philippe. 《The Bible and Hellenism: Greek Influence on Jewish and Early Christian Literature》. Routledge. ISBN 9781317544265.
- Wajbenbaum, Philippe (2016). 〈Genesis-Kings as a Platonic Epic〉.   Hjelm, Ingrid; Thompson, Thomas L. 《Biblical Interpretation Beyond Historicity》. Routledge. ISBN 9781317428121.